# Ba-Pef
Ba-Pef – w starożytnym egipcie był niewielkim podziemnym bogiem. Nazwa tego boga znaczy „ta dusza” (ten Ba). Ba-Paf był tajemniczym bóstwem ze starego państwa.